# Cruzeiro do Sul (Rio Grande do Sul)
Cruzeiro do Sul (Rio Grande do Sul) és un municipi brasiler de l'estat de Rio Grande do Sul.

## Història
El gran referent en la història de l'assentament és el matrimoni João Xavier de Azambuja i Laura Centeno de Avezedo que, l'any 1855, van adquirir els terrenys situats entre els rius Sampaio i Moinhos, anomenant la gran zona Fazenda São Gabriel. La seu de la Granja, amb l'habitatge dels propietaris, es trobava on avui hi ha l'Ajuntament de Cruzeiro do Sul. L'any 1872, el tinent coronel Primórdio Centeno Xavier de Azambuja, un dels fills de la parella propietària de la Fazenda São Gabriel que va lluitar a la Guerra de la Triple Aliança (1864-1870), va construir la seva casa al marge dret del riu Taquari. L'any següent, una gran riuada va inundar la seva casa, fet que li va fer construir una nova residència en un lloc més alt, que es va anomenar "Casa do Morro".
El 24 de juliol de 1883, Dom Sebastião Dias Laranjeira, bisbe de Rio Grande do Sul, va autoritzar la construcció de la capella dedicada a São Gabriel Arcanjo, en uns terrenys donats per la vídua Laura Centeno de Azambuja com a agraïment pel retorn dels seus tres fills de la Guerra del Paraguai; El 1889, l'agrimensor Guilherme H. Rochet va aixecar el poble i va preparar el pla, donant així lloc a l'urbanisme. El 12 d'octubre de 1892, els descendents de Laura Centeno de Azambuja van donar una àrea de terreny al municipi de Lajeado (emancipat l'any anterior) per instal·lar-hi una plaça pública i un lloc públic. L'any 1895 va iniciar les seves activitats la fàbrica "Chocolates Natal" (Haenssgen). El 18 d'abril de 1896 es va posar la primera pedra de l'Església Evangèlica de São Gabriel de Estrela, inaugurada el 20 de setembre de 1896.
El 12 de gener de 1922, per la Llei núm. 1.006, l'intendent municipal João Batista de Mello va elevar la població de São Gabriel de Estrela a la condició de Districte 6 de Lajeado. El 30 de juny de 1939, el governador de l'Estat, mitjançant el decret núm. 7.842, va canviar el nom de São Gabriel da Estrela pel de Cruzeiro do Sul. El 16 d'agost de 1941, és fundada la Societat Hospital Sant Gabriel Arcanjo.
El 22 de novembre de 1963, per la llei 5.097, va ser creat el Municipi de Cruzeiro del Sud, sent elegit Emilio Treter Nebot com primer alcalde, el 22 de març de 1964 constituint la Primera administració datada del 22 de març de 1964 fins al 30 de gener de 1969. L'endemà a la possessió, van ser nomenats els primers secretaris, funcionaris i professors. Professor Rudi Blásius Assmann va ser el secretari de l'administració i el seu braç dret. Per a això, va renunciar a la regidoria. Com en l'inici encara no estaven definits les secretaries, integraven el govern diverses persones per a les més variades funcions administratives. Entre altres Harri Gehlen, Vergílio Goerck, João Celso Schmitt, Ivo Bottega i Beatriz Junqueira Sulzbach en l'àrea de l'educació. El cap d'obres era Canísio Leoblein. Com a Municipi-Mare, per alguns anys, alguns funcionaris de Lajeado van continuar a donar assessoria administrativa. El 20 de març de 1964 van jurar els regidors Mário José Durayski, Adolfo Camilo Leindecker, Arnaldo Reckziegel, Ivo Francisco Reis, José Manuel Ruschel, Alfredo Erny Beppler i Nicolau Arnaldo Zart.
El 15 de novembre de 1969, va ser fundat el Sindicat dels Treballadors Rurals de Cruzeiro del Sud. El 30 de març de 1978, és instal·lat el Curs de 2° Grau Estatal en Cruzeiro del Sud.

## Geografia
Es localitza a una latitud 29°30'46" sud i a una longitud 51°59'07" oest, estant a una altitud de 37 metres. La seva població estimada el 2004 era de 12.189 habitants, mentre que la xifra del cens federal de 2022 va ser de 11.600.
Limita amb els municipis de Lajeado, Estrella, Bo Retiro do Sul, Mato Leitão, Venâncio Aires i Santa Clara do Sul.

## Turisme
- Expocruzeiro
- Festa de la mandioca
- Fira del Llibre